# Walter Kaiser
Walter Kaiser (Neuwied, 2 novembre 1907 – Rennes, 25 febbraio 1982) è stato un calciatore tedesco naturalizzato francese, di ruolo attaccante.

## Carriera
Giocò per tutta la carriera nel Rennes; fu capocannoniere della Division 1 1932-1933 assieme a Robert Mercier.